# The Incredible Machine 2
The Incredible Machine 2 est un jeu vidéo de puzzle développé par Jeff Tunnell Productions et édité par Sierra Entertainment, sorti en 1994 sur DOS et Mac.
Il fait suite à The Incredible Machine.

## Accueil
- PC Magazine : 4/4[1]